# هاينز جنثارت
هاينز جنثارت مواليد 8 فبراير 1959 في زيورخ، هو لاعب كرة مضرب سويسري سابق بدأ مسيرته كمحترف سنة 1976 وكان يلعب باليد اليمنى، اعتزل اللعب في 1990. كما أنه أحد أبطال الجراند سلام. أعلى تصنيف له في الفردي كان المركز الـ 22 في سنة 1986. سبق أن شارك في دورة الألعاب الأولمبية الصيفية.

## بطولات حققها
- دورة رولان غاروس الدولية
- بطولة ويمبلدون
- بطولة أمريكا المفتوحة للتنس

## روابط خارجية
- هاينز جنثارت على موقع رابطة محترفي التنس (الإنجليزية)
- هاينز جنثارت على موقع الاتحاد الدولي لكرة المضرب (الإنجليزية)
- هاينز جنثارت على موقع كأس ديفيز (الإنجليزية)
- هاينز جنثارت على موقع خلاصة التنس.كوم (الإنجليزية)
- هاينز جنثارت على موقع اللجنة الأولمبية الدولية (الإنجليزية)
- هاينز جنثارت على موقع أوليمبيديا (الإنجليزية)